# Carus
Vous lisez un « bon article » labellisé en 2021.
Pour les articles homonymes, voir Carus (homonymie).
Carus (Marcus Aurelius Carus), né vers 222 et mort en août 283, est empereur romain de 282 à sa mort.
Les historiens antiques rapportent peu de choses sur son règne bref et sa biographie. Seule l'Histoire Auguste abonde en détails, notamment sur ses origines et ses débuts, qui ont été repris par les historiens pendant plusieurs siècles avant d'être réfutés à la fin du XIXe siècle. La connaissance de son accès au titre impérial en 282 est entachée d'incertitudes historiques sur les modalités de la succession de Probus. Peu après, il associe au pouvoir ses fils Carin puis Numérien.
Son règne éphémère est marqué par trois faits : son origine narbonnaise, qui interrompt la série des empereurs illyriens à laquelle les premiers historiens modernes l'avaient rattaché à tort en se fiant à l'Histoire Auguste ; sa campagne contre les Sassanides, adversaires irréductibles de l'Empire romain, couronnée par la destruction de leur capitale, et perçue comme la revanche des précédents désastres romains ; sa mort soudaine sur les lieux de sa victoire, foudroyé dans sa tente selon la plupart des sources antiques.
Ses fils Carin et Numérien lui succèdent et célèbrent sa divinisation, qui semble annulée ensuite par le martelage de son nom sur certaines de ses inscriptions honorifiques. Selon Michel Christol, son règne est marqué par « l'espérance d'un retour de la grandeur ».

## Contexte

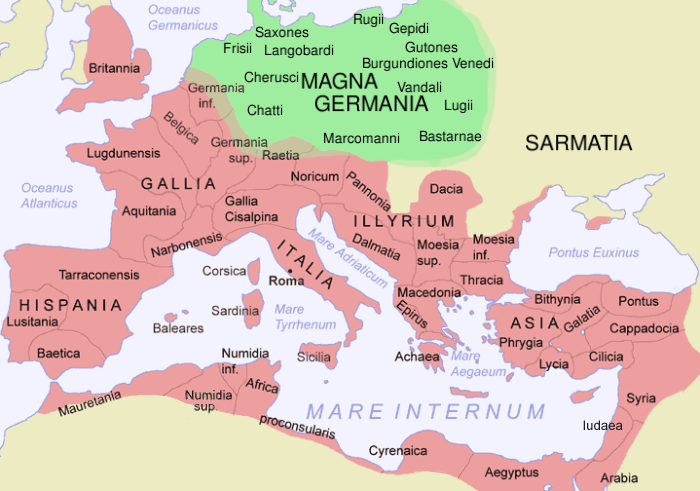
L'Empire romain aux, face aux peuples germaniques.

L'Empire romain connaît une grave crise au cours du IIIe siècle, marquée notamment par de nombreuses mutineries militaires, proclamant d'éphémères usurpateurs, par des attaques des peuples aux frontières du Rhin et du Danube, et des défaites infligées par l'empire sassanide, culminant en 260 par l'humiliante capture de l'empereur Valérien par le roi Chapour Ier. Dans le dernier quart de ce siècle, les empereurs illyriens, issus de l'armée du Danube, parviennent à s'imposer et ramènent l'ordre, à l'intérieur de l'empire et sur ses frontières. L'un d'eux, Probus, est au pouvoir de 276 à 282. Après une campagne victorieuse en 281 en Gaule et sur le limes de Germanie, il laisse une armée en Rhétie sous le commandement de Carus et revient à sa base de Sirmium en Pannonie. En septembre 282, Probus est tué lors d'une mutinerie par ses soldats.

## Sources
Les textes antiques relatifs aux empereurs romains de la fin du IIIe siècle ne sont que des abrégés et diverses Histoires du IVe siècle ne donnent que quelques lignes sur Carus : Eutrope, Festus, Aurelius Victor, ainsi que l'Épitomé de Caesaribus qu'on lui attribue à tort. Le Chronographe de 354 résume le règne de Carus à une durée, dix mois et cinq jours. Au Ve siècle, Paul Orose date la prise de pouvoir de Carus en 1039 Ab Urbe condita (soit 285/286, ce qui est excessif), tandis que la Chronique de Jérôme de Stridon la date de la 266e olympiade (soit 285, également erroné). Enfin, l’Histoire nouvelle de Zosime, écrite au début du VIe siècle, est lacunaire sur le règne de Carus, mais la Chronographia de Jean Malalas (VIe siècle) précise que Carus est mort à soixante ans.
L’Histoire Auguste dont l'auteur déclaré, Flavius Vopiscus, se dit contemporain de Constantin Ier (306-337) et se pose en continuateur de l'historien Suétone et de sa Vie des douze Césars, est la seule à produire une biographie plus étoffée de Carus et de ses fils. Après avoir longtemps considéré Flavius Vopiscus comme une source documentaire fiable, les historiens ont modifié leur perception à partir de 1889, quand Hermann Dessau a démontré l'inexistence de cet auteur comme de ses co-auteurs de l'Histoire Auguste, qui sont en réalité les pseudonymes d'un écrivain unique, plus tardif mais resté inconnu. Cette thèse a emporté peu à peu l'adhésion des historiens du XXe siècle. Ils reconnaissent que cette œuvre n'est pas entièrement historique et contient une part de fiction. Le récit historique sert alors de support à la fantaisie, au canular et au burlesque, et multiplie les allusions à l'attention du lecteur cultivé. Les biographies de Carus et de ses fils sont les dernières de l’Histoire Auguste, et le pseudo-Flavius Vopiscus complète le peu d'informations fournies par les abréviateurs par un remplissage de son invention. Comme Suétone cite à de multiples reprises des documents et de la correspondance provenant des archives impériales, le pseudo Flavius Vopiscus le pastiche en prétendant copier des lettres qu'il attribue à Probus ou à Carus, qui toutes sont les fruits de son imagination.

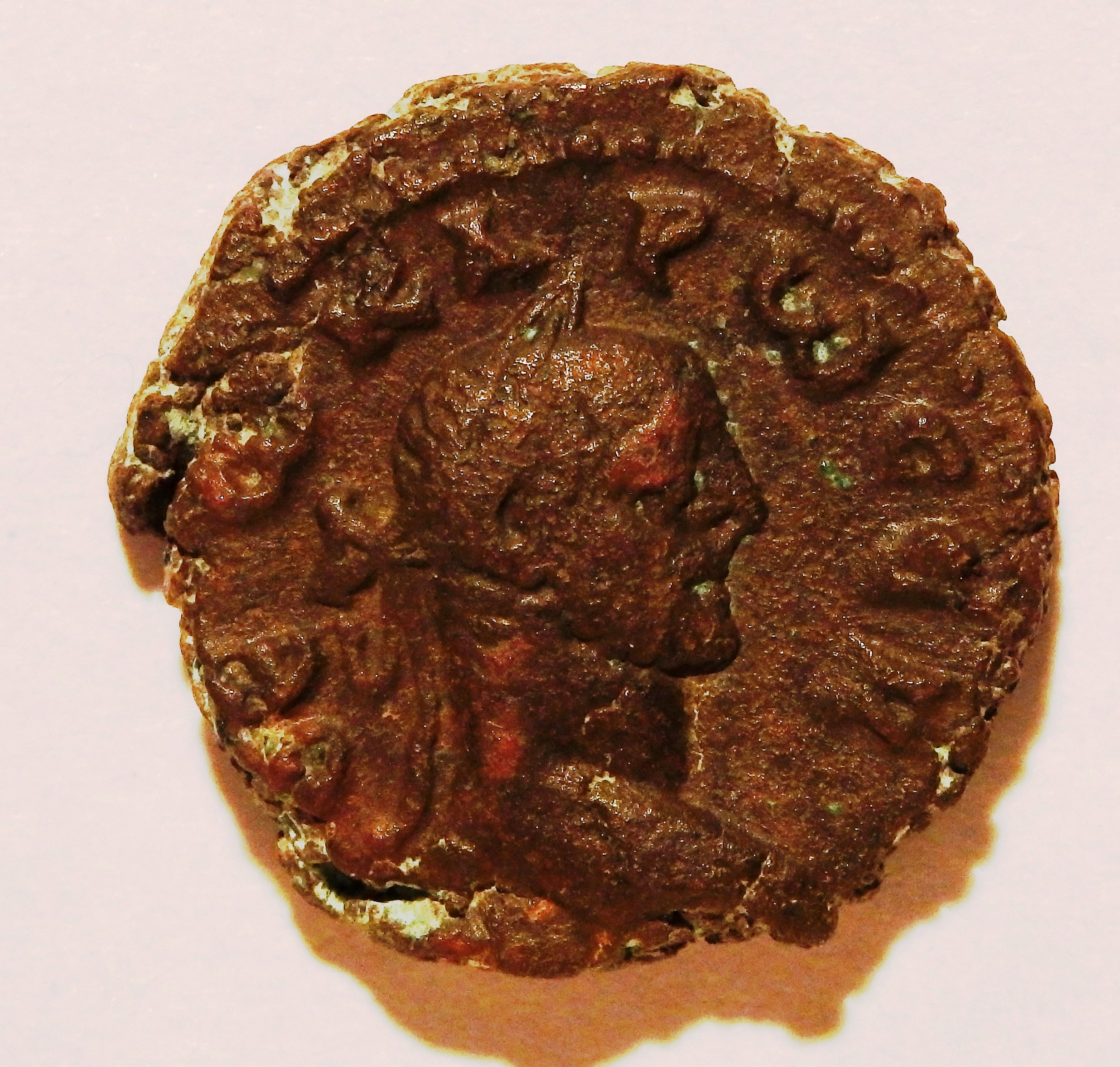
Tétradrachme de billon à l'effigie de Carus, émis à Alexandrie.

Si les règnes de Carus et de ses fils sont assez mal connus à partir des textes antiques, l'épigraphie latine et la numismatique fournissent quelques éléments supplémentaires. On dénombre en 1945 une vingtaine d'inscriptions latines liées à des dédicaces à l'empereur Carus, fournissant ses titulatures successives, dont ses deux consulats et ses deux puissances tribuniciennes, ce qui permet de réfuter la trop brève durée de règne attribuée par le Chronographe de 354. L'étude des émissions de l'atelier monétaire de Ticinum (actuellement Pavie en Italie du Nord) fournit une chronologie des événements et des campagnes militaires entre 282 et 285. Pour les règnes de Carus et de ses fils, les événements sont encore plus précisément fixés grâce aux émissions datées de tétradrachmes d'Alexandrie d'Égypte.

## Biographie

### Origine
Jean Malalas indique que Carus est mort à environ soixante ans, ce qui le ferait naître aux environs de 222 selon André Chastagnol.
Carus est un Gaulois né à Narbo en Gaule narbonnaise d'après les indications de Jean Zonaras, qui mentionne cette origine, d'Aurelius Victor, d'Eutrope et de Jérôme de Stridon, qui précisent qu'il vient de Narbonne. De surcroit, une lettre adressée vers 465 par Sidoine Apollinaire à son ami Consentius de Narbonne vante cette ville qui a donné l'empereur Carus,. L’Histoire Auguste ne reprend aucune de ces précisions et énumère à la place diverses sources sur le lieu de naissance de Carus et ses origines familiales : naissance à Rome même de parents illyriens selon l'historien Onésimus, naissance en Illyrie de parents carthaginois d'après Fabius Ceryllianus, ou encore né à Milan et domicilié à Aquilée comme indiqué dans un répertoire anonyme. Cet étalage d'hypothèses fait référence à des auteurs inconnus par ailleurs et probablement fictifs, et pourrait être un pastiche de Suétone et de son énumération des lieux de naissance possibles de Caligula. L’Histoire Auguste complète ses arguments en citant des lettres de Carus, toutes destinées à prouver qu'il est citoyen romain et un sénateur, et toutes fictives.
Les premiers historiens modernes doivent donc arbitrer entre des sources contradictoires. La tradition qui range Carus dans la continuité historique des empereurs illyriens allant de Claude II le Gothique à Dioclétien et aux tétrarques est imposée au début du XVIIe siècle dans la chronologie historique établie par l'érudit français Joseph Scaliger. Celui-ci retient sans critique les indications de l’Histoire Auguste et considère les autres sources antiques comme erronées. Il affirme qu'Eutrope a confondu Narbonne en Gaule avec une ville d'Illyrie au nom similaire, Narona. Latiniste de haute réputation, Scaliger est suivi à la fin du XVIIIe siècle par l'historien britannique Edward Gibbon dans son Histoire de la décadence et de la chute de l'Empire romain, qui fait longtemps autorité,. Situer la naissance de Carus en Illyrie à Narona devient la thèse admise. La réfutation vient en 1948, quand l'Italien Piero Meloni réexamine les éléments historiques disponibles et conclut que Carus est né à Narbonne en Gaule, avis partagé ensuite par les historiens modernes,,. Malgré la réfutation de Meloni, la rectification inappropriée de Scaliger qui impute à Eutrope la confusion entre Narbonne et Narona persiste dans certaines compilations modernes. En 1978, le Dictionnaire encyclopédique d'histoire de Michel Mourre hésite entre les deux thèses : « Carus, né en Illyrie (ou à Narbonne, selon Eutrope) ». En 1995, la biographie des empereurs romains de Zosso et Zingg reproduit — sans la référencer — l'affirmation de Scaliger : « Eutrope confond Narona en Illyrie et Narbonne en Gaule ».

### Carrière

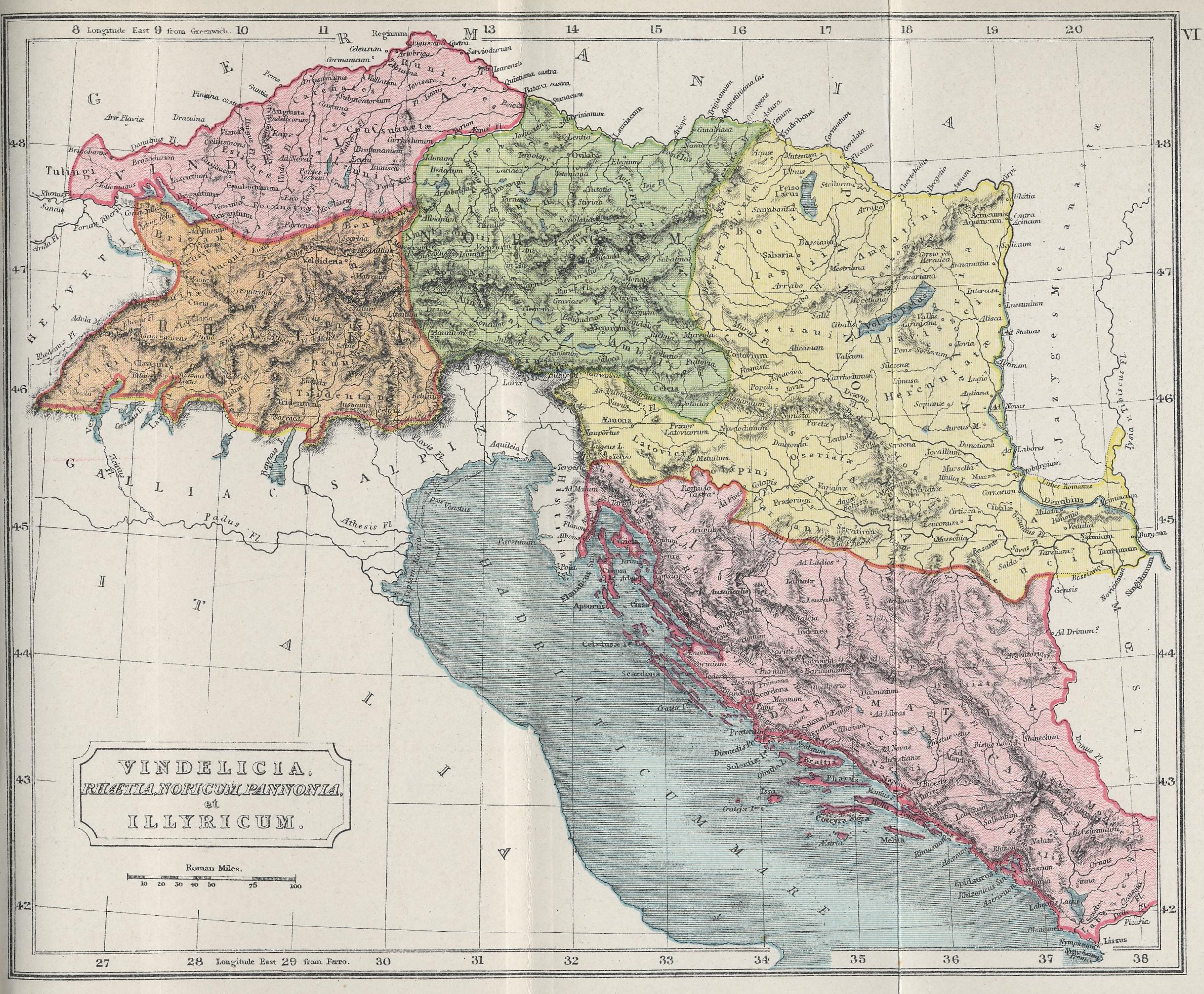
Provinces frontalières du haut Danube au IIIe siècle : Rhétie (en rose et orange), Norique (en vert) et Pannonie (en jaune).

On ne sait rien de la carrière de Carus avant 282, date à laquelle il est préfet du prétoire, commandant les provinces de Rhétie et de Norique sur le cours supérieur du Danube, assurant ainsi la défense des cols alpins menant en Italie. Zonaras le considère comme « valeureux et compétent ». Selon l’Histoire Auguste, il est un des officiers formés au commandement militaire par Probus,. Si l'origine de Carus, issu d'une province narbonnaise dépourvue de présence militaire, contraste avec la tradition qui place le recrutement des empereurs soldats parmi les Illyriens, la période durant laquelle l'empire des Gaules devait compter sur ses propres forces, jusqu'en 274, a pu favoriser un recrutement gaulois local.
Dans une lettre inventée par l’Histoire Auguste, Carus se présente comme proconsul en Cilicie. Dans une autre, tout aussi fictive, il insiste sur son rang de sénateur, ce qui est invraisemblable car la fonction de préfet du prétoire est réservée aux chevaliers et non aux sénateurs, et de surcroît anachronique, puisque la province de Cilicie n'est plus administrée par un proconsul sous l'Empire. Carus n'a pas obtenu le consulat avant son avènement à la tête de l'empire.

### Proclamation

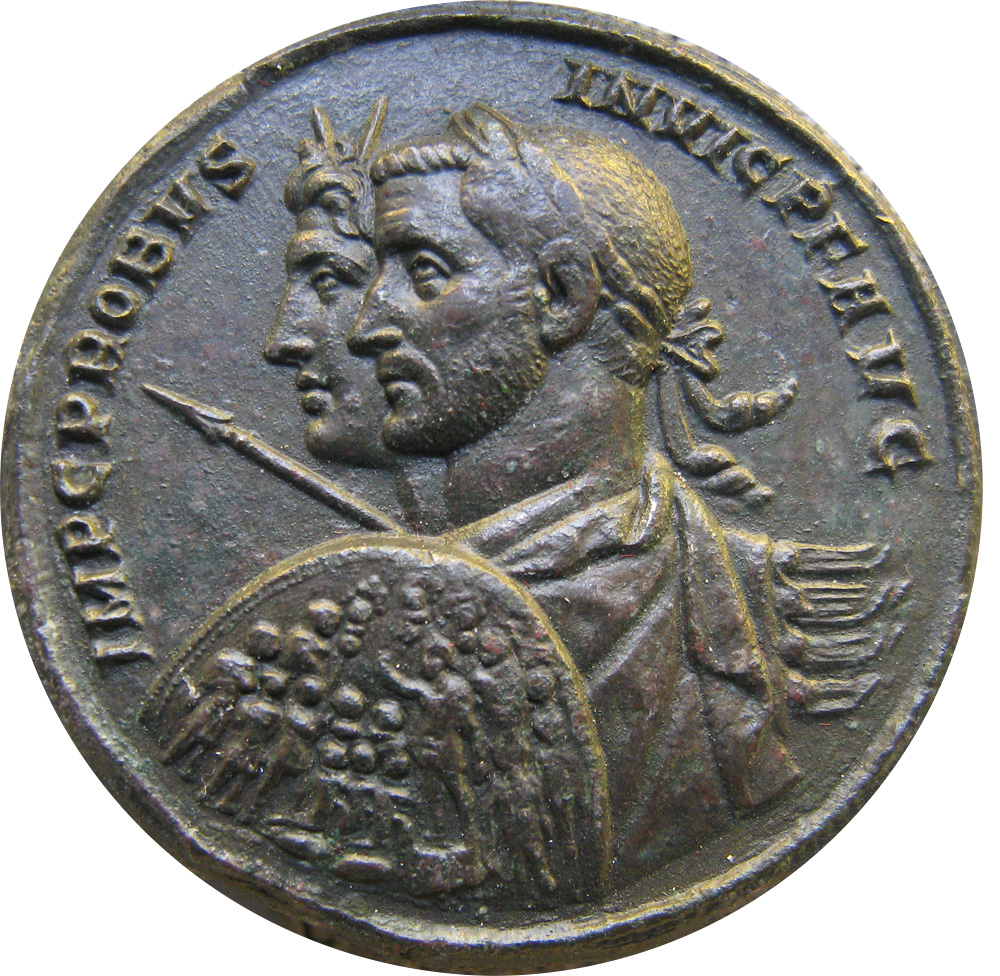
Probus accompagné de Sol Invictus.

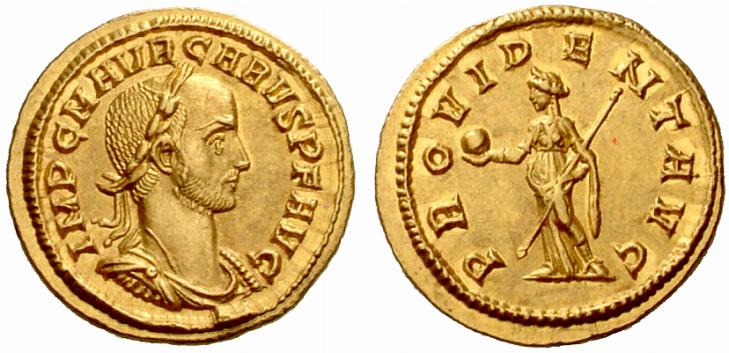
Aureus émis à Ticinum pour l'avènement de Carus. Revers : PROVIDENT(ia) AVG(vsti), la Providence d'Auguste.

Carus est proclamé empereur par ses troupes en 282, « entre septembre-octobre et décembre », tandis que Probus est tué à Sirmium lors d'une mutinerie de ses soldats en septembre ou octobre de la même année. Carus est alors dans les provinces de Rhétie et du Norique et ne se rend pas à Rome aussitôt, même s'il en a eu le souhait selon Zonaras. L'historiographie a considéré ce fait comme une manifestation du pouvoir militaire et du recul du rôle du Sénat dans la désignation du Prince, interprétant de façon erronée une citation d'Aurelius Victor (Livre des Césars, 37, 5) ; du règne de Carus daterait le dominat, interprétation contestée par Michel Christol. André Chastagnol, lui, prend appui sur l'historien latin et considère que le Sénat a pu accueillir cette proclamation par des acclamations « qui valaient investiture », contrairement à Christol qui évoque une surinterprétation chez la même source d'événements du IIIe siècle. Carin arrive à Rome après son mariage au cours de l'année 283, et les deux fils de Carus y entrent triomphalement en 283-284 selon Némésien.
La chronologie de ces événements est incertaine, car les témoignages antiques divergent. Aurelius Victor, Eutrope et Paul Orose mentionnent une succession sans en détailler les circonstances : pour ces historiens, Probus meurt, Carus le remplace. L’Histoire Auguste dément l'existence d'un complot de Carus contre Probus et indique qu'après l'assassinat de Probus, Carus est le seul jugé digne de l'empire. À l'inverse, Jean Zonaras rapporte une usurpation : les troupes de Carus veulent le proclamer alors que Probus règne encore. Dans un premier temps, Carus refuse et demande que Probus le remplace, puis finit par accepter sous la pression de ses soldats. Il conduit ses troupes en Italie tandis que Probus envoie un détachement pour mater cette rébellion. Mais ces soldats se rallient à l'armée de Carus, tandis que Probus est assassiné à Sirmium par ses soldats, qui reconnaissent Carus comme nouvel empereur. Pour l'historien Paul Petit, Carus est proclamé par ses soldats au moment où, par pure coïncidence, Probus est assassiné. L’auteur de l'Histoire Auguste prétend que le Sénat prend peur en apprenant le remplacement de Probus par Carus, craignant la médiocrité de ce nouvel empereur et redoutant plus encore la réputation négative de son héritier Carin. Cet avènement est l'occasion d'un donativum à l'armée qui commémore la Providence qui a donné le pouvoir au nouvel Auguste et l'espérance publique (Spes Publica) qu'il suscite.

### Organisation des pouvoirs
Les données épigraphiques indiquent que Carus prit les titres officiels du pouvoir, la puissance tribunitienne puis le consulat qu'il s'attribue lui-même, pour terminer celui de l'année 282 que Probus avait commencé. Carus a des enfants adultes et envisage « une expérience dynastique », prenant exemple sur ce qui a été fait sous le règne de Valérien. D'après Aurelius Victor, le pseudo Aurelius et Eutrope, il accorde le titre de César à ses deux fils Carin et Numérien en même temps, collégialité du pouvoir qui apparaît comme une solution anticipant la tétrarchie de Dioclétien. Les sources numismatiques et épigraphiques corrigent cette vision et prouvent que l'association de ses enfants au pouvoir n'a pas été simultanée : Carus entame son règne seul comme le montrent les émissions monétaires de Ticinum et de Cyzique, puis accorde à son fils ainé Carin les titres de César et de Prince de la jeunesse, à l'automne 282 selon la chronologie numismatique de Sylviane Estiot.
En décembre 282, Carus commence sa seconde puissance tribunicienne, et au premier janvier 283, il revêt son second consulat, en prenant Carin comme collègue. Au début de l'année 283 selon Estiot, Carus promeut son fils cadet Numérien au rang de Prince de la jeunesse et de César, comme l'illustre une inscription où le nom de Numérien a été ajouté après ceux de Carus et Carin,. Les deux fils de l'Empereur reçoivent le titre d'imperator ce qui les associe à leur père. Avant la mort de son père, Numérien est associé au pouvoir aux côtés de ce dernier et de son frère, peut-être à l'occasion d'une victoire contre les Perses, et à ce stade du règne « l'Empire fut tenu par un collège de trois princes aux titres égaux », pour régler les problématiques militaires qui se posaient.

Les fils de Carus, élevés au rang de César et Prince de la jeunesse
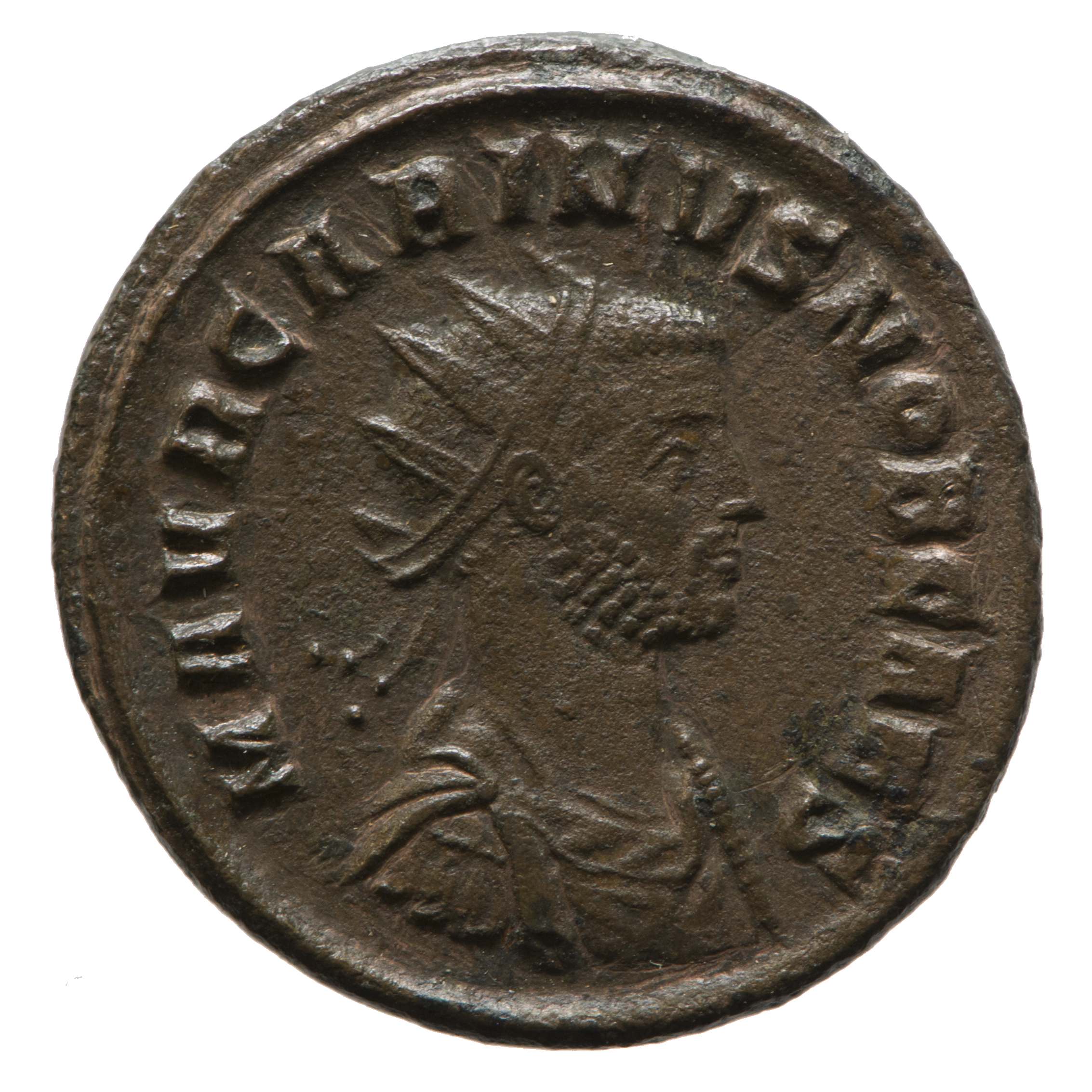
Bronze de Carin. Avers, comme NOB(ilissimus) CAES(ar)
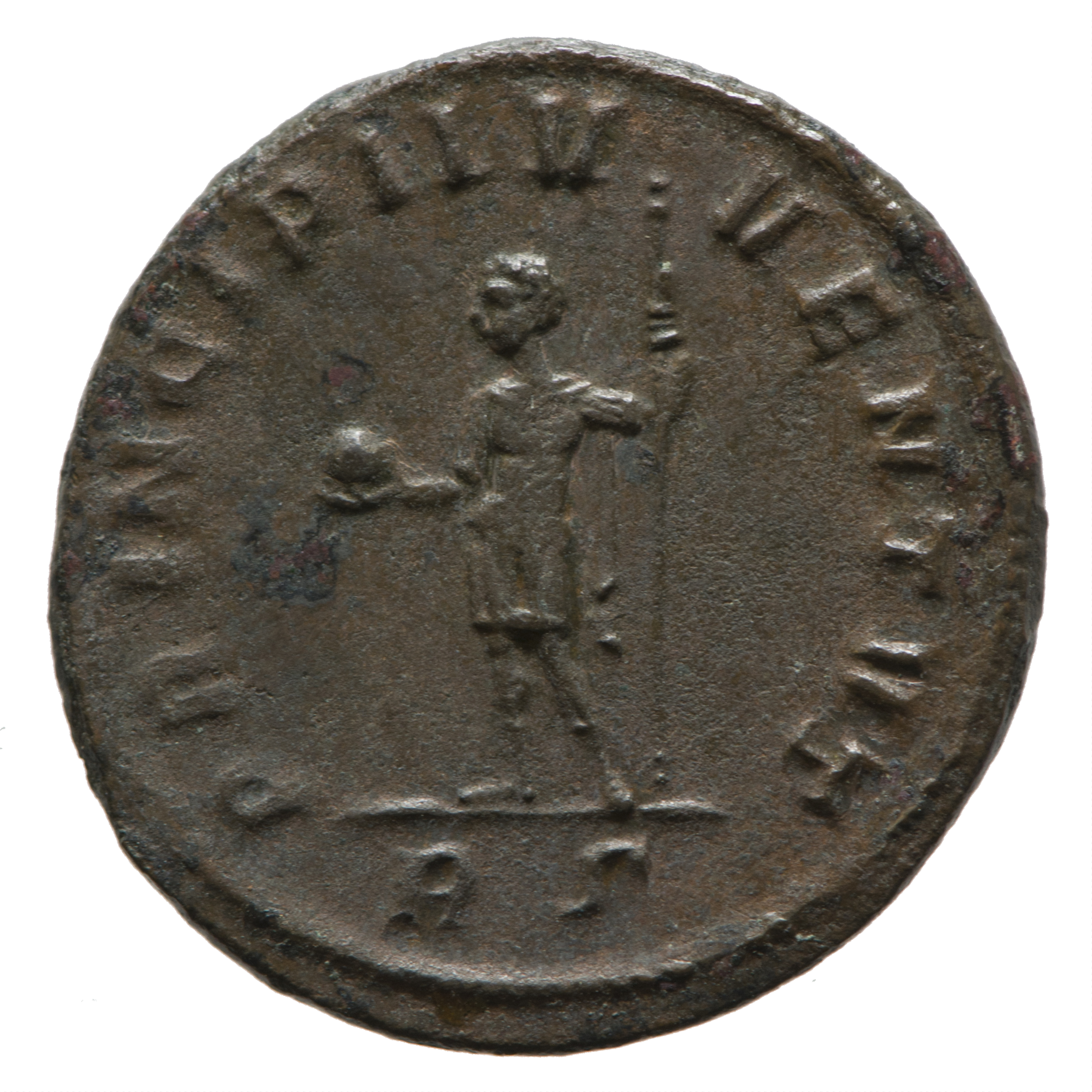
Bronze de Carin. Revers, comme Prince de la jeunesse PRINCIPI IVENTVT(is)
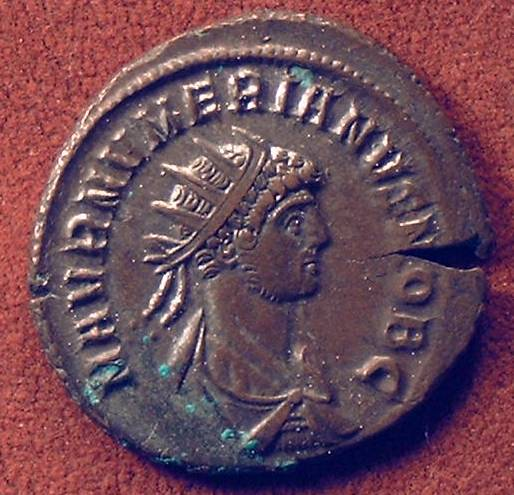
Bronze de Numérien. Avers, comme NOB(ilissimus) C(aesar)
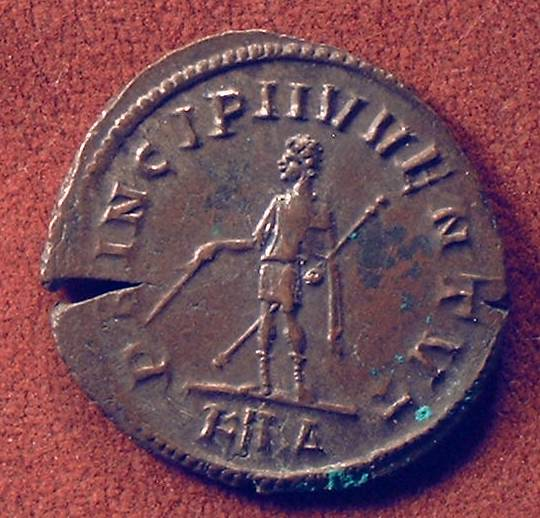
Bronze de Numérien. Revers, comme Prince de la jeunesse PRINCIPI IVENTVT(is)

### Les jeux
L'Histoire Auguste attribue aussi à Carus et à ses fils la célébration de jeux remarquables. Enrichis de nouveaux spectacles, ils sont censés se dérouler avant le départ de Carus pour l'Orient, peut-être pour l'inauguration du consulat de Carus et Carin le 1er janvier 283. L'Histoire Auguste affirme tirer la description qu'il en fait d'une peinture vue dans le palais situé près du portique de l'Écurie : apparaissent ainsi un funambule chaussé de cothurnes et semblant suspendu dans les airs, un spécialiste de l'escalade courant sur le faîte d'un mur pour éviter un ours, un ours jouant une pantomime, des concerts de cent trompettes, de cent cors, de cent flûtes, mille pantomimes et gymniques, une machine de théâtre dont les flammes consumèrent la scène. On fit venir de toutes parts des mimes ; on exécuta des exercices Sarmates ; on montra un cyclope. Les artistes grecs, les gymniques, les histrions et les musiciens furent remerciés avec de l'or, de l'argent et des vêtements de soie.
L'historien britannique Edward Gibbon reprend textuellement cette description tirée de l'Histoire Auguste et y ajoute la citation de la septième églogue du poète Calphurnius, contemporain de ces jeux, émerveillé par les filets de protection des spectateurs tissés avec des fils d'or, les portiques dorés, les degrés de l'amphithéâtre recouverts d'une mosaïque composé de pierres précieuses. Mais les travaux du philologue Moriz Haupt publiés ultérieurement en 1854 situent Calphurnius, nommé plus exactement Calpurnius Siculus, sous le règne de Néron. Ce repositionnement chronologique, admis par les historiens ultérieurs, réfute le rapprochement fait par Gibbon.
De surcroit, André Chastagnol relève dans la description de l'Histoire Auguste, des éléments présents dans un panégyrique composé par le poète Claudien, écrit un siècle après les règnes de Carus et Carin. Claudien vante les jeux non sanglants donnés par Flavius Mallius Theodorus, consul chrétien de 399, conformément à la règlementation édictée par Stilicon prescrivant d'éviter les combats de gladiateurs et les  chasses. La narration de jeux de Carus et ses fils sert ensuite de prétexte aux critiques de l'auteur de l'Histoire Auguste contre ce nouveau type de jeux édulcorés, et contre les dépenses ruineuses imposées aux sénateurs pour les organiser.
Quoique mise en doute sur plusieurs points par les travaux des philologues, la narration des jeux de Carus et Carin faite par Gibbon est néanmoins reproduite sans réserves dans la biographie des empereurs romains de Zosso et Zingg.

### Campagnes militaires
Laissant à son fils aîné Carin la défense de la Gaule, de l'Italie et de l'Illyricum et « toutes les provinces européennes », Carus quitte la Dalmatie avec son autre fils Numérien et le nouveau préfet du prétoire Arrius Aper. Il bat en Pannonie les Sarmates,,. Il combat aussi avec succès les Quades, victoire omise par les chroniqueurs, mais commémorée par une émission monétaire. Cet affrontement est le fait de Carin selon Christol. Il entame ensuite en Orient l'offensive qu'Aurélien et peut-être Probus avaient préparée contre les Sassanides, affaiblis depuis la mort de leur roi Chapour Ier. Carus reprend le projet sans hésiter, pour « signifier aux Perses la suprématie retrouvée de Rome » et pallier son absence de légitimité dynastique par une victoire sur des ennemis de longue date et démontrer « un assentiment des dieux à son pouvoir ».

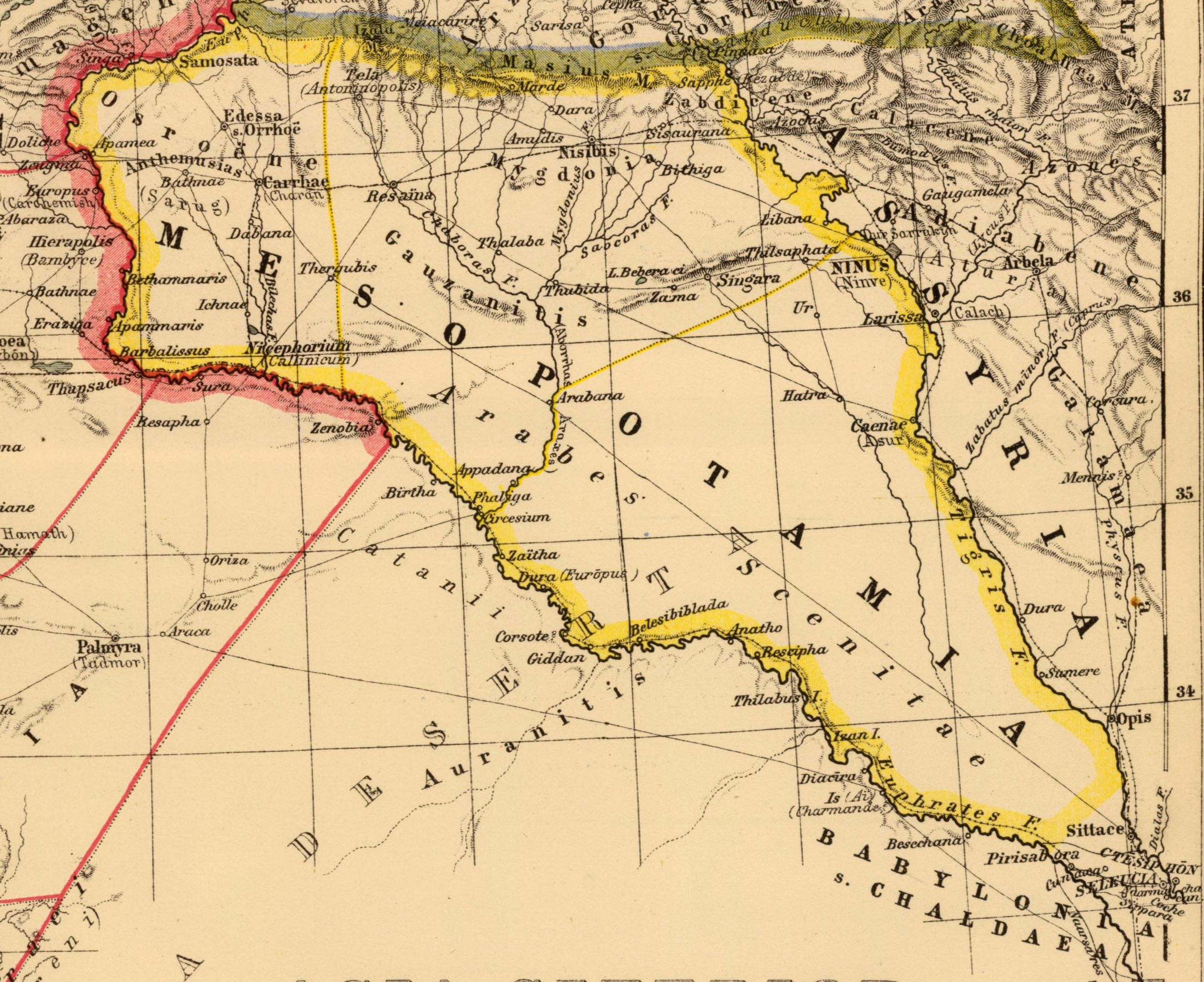
Carte de la Mésopotamie, avec Séleucie et Ctésiphon dans le coin sud-est. La frontière romaine est tracée en rose.

La campagne connaît un succès facile. En effet, le souverain perse Vahram II doit faire face à la révolte en 279 de son frère Hormizd à l'est de leur royaume.
Une anecdote curieuse rapportée par Synésios de Cyrène, qui confond Carus et Carin, dépeint l'empereur recevant des délégués perses avant d'envahir leur territoire : il reste assis et déjeune à même la marmite d'une purée de pois et de porc salé préparés la veille, et leur annonce qu'avant un mois leur plaine sera aussi nue que sa tête, dont il exhibe la calvitie. Xavier Loriot estime plaisamment que ce topos sur la frugalité romaine, un poncif de la littérature historique, confirme surtout le front dégarni de Carus observé sur ses profils monétaires. Carus traverse la Mésopotamie et s'empare des capitales jumelles des Perses, Séleucie du Tigre puis Ctésiphon de l'autre côté du fleuve,, renouvelant les succès de Trajan et Septime Sévère. Le poète Némésien, contemporain de cette guerre, célèbre cette victoire « vengeant l'injure faite à la majesté de notre empire, ». Pour toutes ses victoires, Carus reçoit les titres honorifiques de Parthicus maximus et Persicus maximus, ainsi que Germanicus maximus.

Monnaies commémorant les victoires de Carus
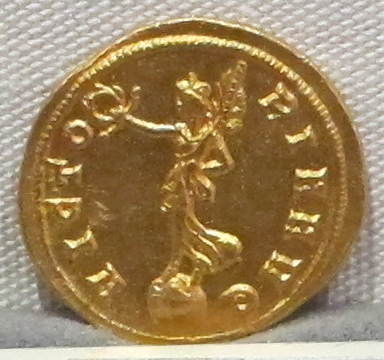
VICTORIA AVG(usti) : Victoire sur un globe tenant une palme et une couronne
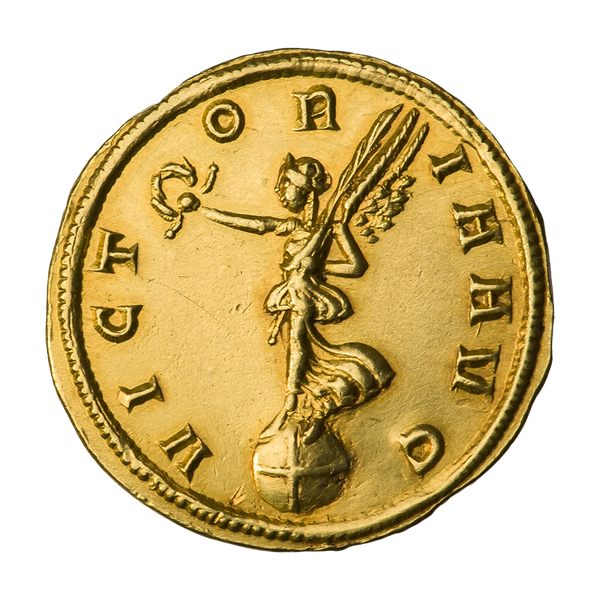
VICTORIA AVG(usti) : Victoire sur un globe tenant une palme et une couronne
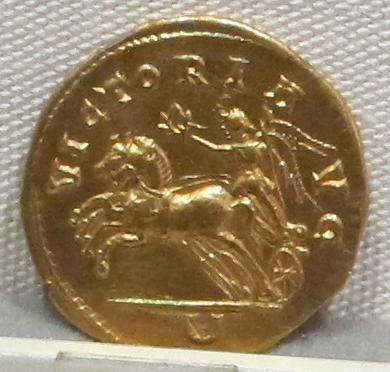
VICTORI AVG(usto) : Char conduit par la Victoire
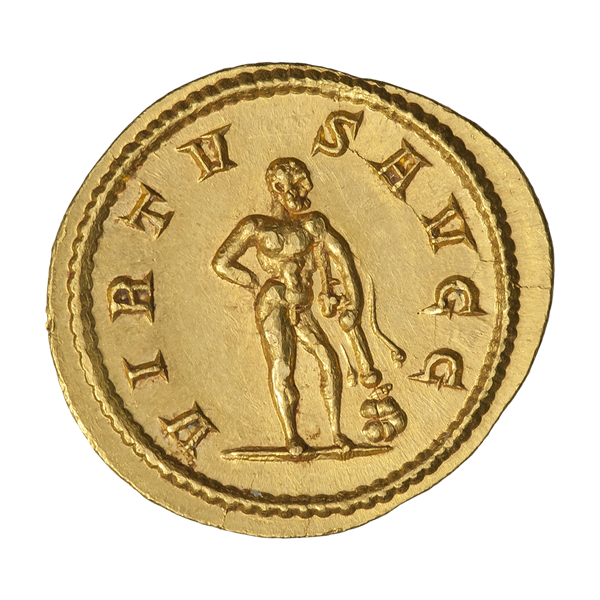
VIRTVS AVG(usti) : le courage d'Auguste - Hercule et sa massue

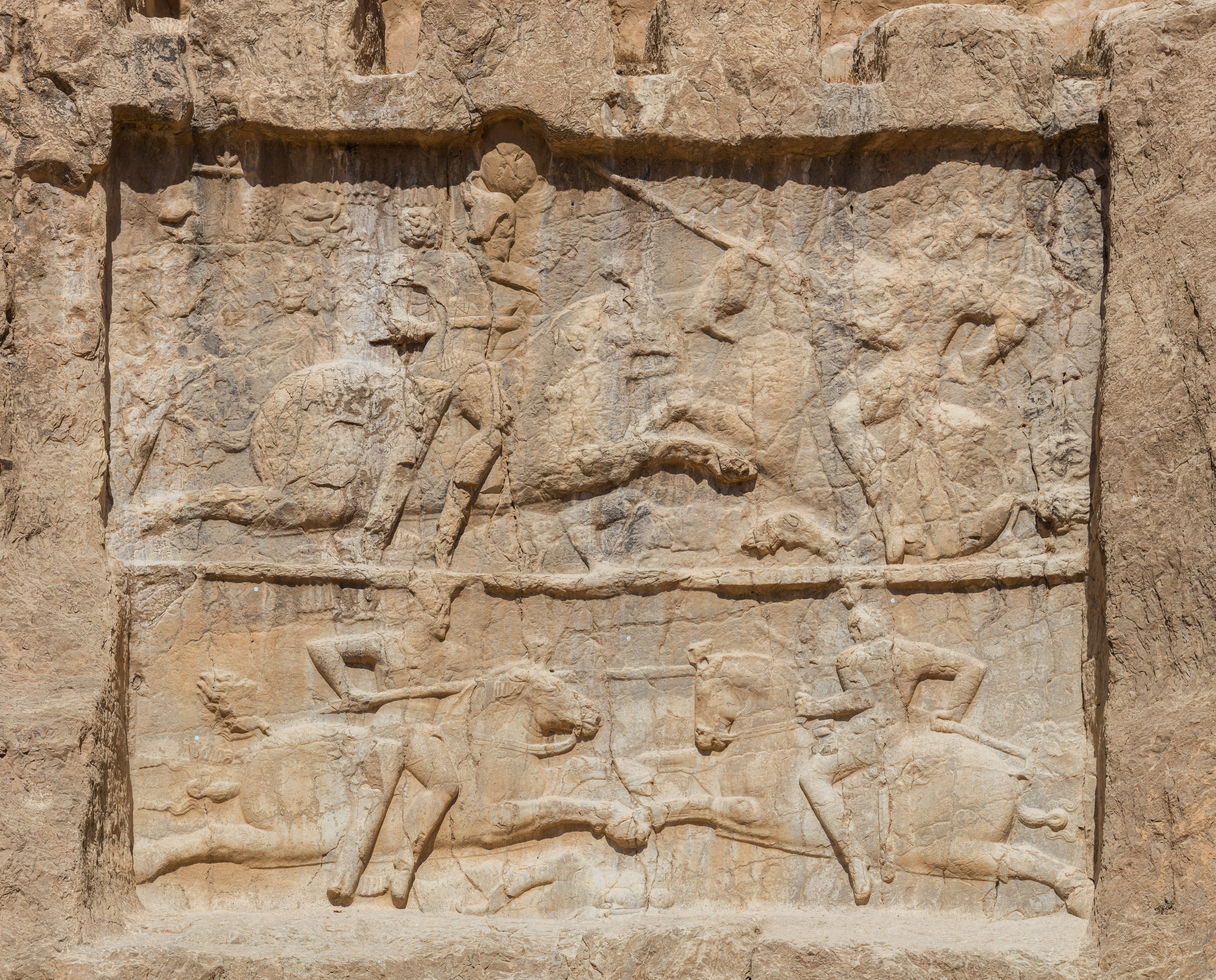
Bas-relief de Naqsh-e Rostam attribué à Vahram II.

Les succès romains sont cependant sans suites du fait de la disparition prématurée de Carus. Son adversaire Vahram II, après avoir maté la rébellion de Hormizd, règne jusqu'en 293. Sur le site rupestre de Naqsh-e Rostam, il ajoute un bas-relief à sa gloire, qui célèbre ses victoires, plus précisément sur Carus (partie supérieure) et Hormizd (partie inférieure) selon l'interprétation de l'archéologue britannique David Bivar.

### Décès et consécration
Carus meurt subitement sur le lieu de sa victoire, en juillet ou en août 283, dans des circonstances extraordinaires : il aurait été tué par la foudre tombant sur sa tente selon les historiens des IVe et Ve siècles,. 
L’Histoire Auguste est la seule à raconter une autre histoire : après avoir insinué que le préfet du prétoire Arrius Aper méditait la perte de Carus, elle transcrit un courrier adressé au préfet de Rome par Julius Calpurnius, secrétaire de Carus. Ce message déclare que Carus, malade, reposait dans sa tente quand survint un orage d'une violence extraordinaire, suivi de la découverte du décès de l'empereur. Mais Calpurnius affirme que Carus est probablement mort de maladie. Pour Chastagnol, le personnage de Julius Calpurnius tout comme son courrier sont des inventions de l'auteur de l’Histoire Auguste et Carus est mort foudroyé.
Après l'été 283, Carin est aux affaires. L’armée reste fidèle à son frère, le César Numérien, et revient dans les territoires romains, conduite par le préfet du prétoire Arrius Aper. L'apothéose du défunt est célébrée et annoncée par l'émission de monnaies dédiées au Divo Caro Parthico puis au Divo Caro Pio. À l'automne 283, Carin puis Numérien prennent le titre d'Auguste. Selon Christol, Carin a obtenu le titre dès le printemps. En 284, les deux fils de Carus exercent le consulat. Numérien, toujours en Syrie en mars 284, revient avec son armée afin de s'occuper des problèmes de « partage du pouvoir » en Europe et trouve la mort près de Périnthe, en Thrace en novembre 284, sans que l'on sache si cette disparition est naturelle ou due à un assassinat.

Monnaies émises pour la consécration de Carus
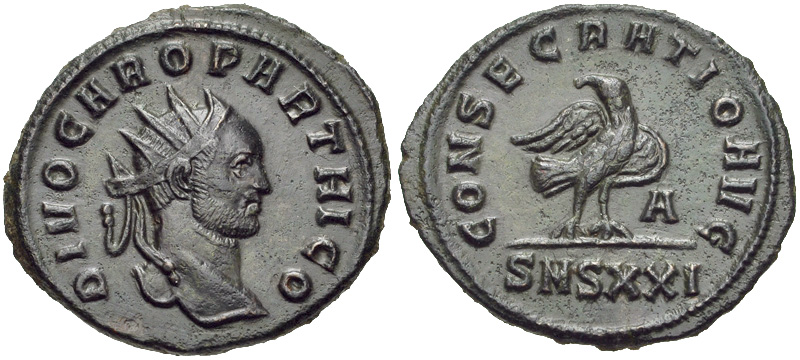
Aigle accompagnant le divin Carus
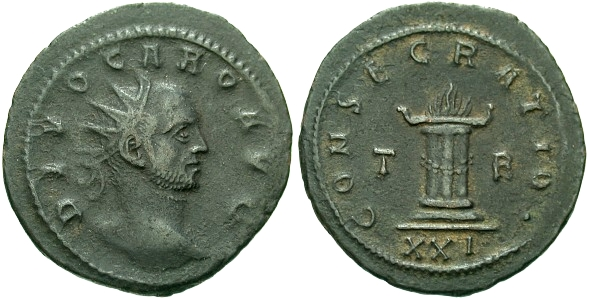
Autel de consécration du divin Carus
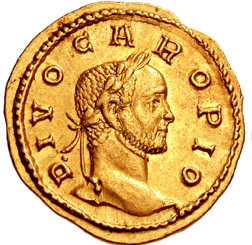
Aureus dédié au divin Carus

Les circonstances de la disparition soudaine de Carus sont présentées comme un prodige par certains auteurs antiques : pour Aurelius Victor, repris par le pseudo-Aurélius et par l'Histoire Auguste, un oracle aurait enjoint à Carus de ne pas aller au-delà de Ctésiphon, ce qu'il aurait enfreint en passant le Tigre. Si des historiens modernes ont interprété la mort de Carus comme un assassinat camouflé et organisé par le préfet du prétoire Arrius Aper, Xavier Loriot ne voit pas pourquoi ce dernier n'aurait pas été incriminé de ce meurtre, alors qu'il fut accusé de la mort de Numérien survenue peu après. Aper est éliminé par Dioclès qui accède au pouvoir par la volonté des cadres de son armée. Cette investiture, « au mépris des droits de Carin, [constitue] une rupture décisive dans le cours de l'histoire impériale » selon Modéran.
Certaines inscriptions dédiées à Carus montrent son nom martelé, indices d'une possible damnatio memoriae consécutive à la prise de pouvoir par Dioclétien à partir de 284.

## Noms successifs
- Vers 222, naît Marcus Aurelius Carus[22] ;
- 282, accède à l'Empire : Imperator Caesar Marcus Aurelius Carus Pius Felix Invictus Augustus[86] ;
- 283, titulature à sa mort : Imperator Caesar Marcus Aurelius Carus Pius Felix Invictus Augustus Germanicus Maximus Persicus Maximus, Pontifex Maximus, Tribuniciae Potestatis II, Consul II, Pater patriae[87].